# هفت‌چشمه (مشگین‌شهر)

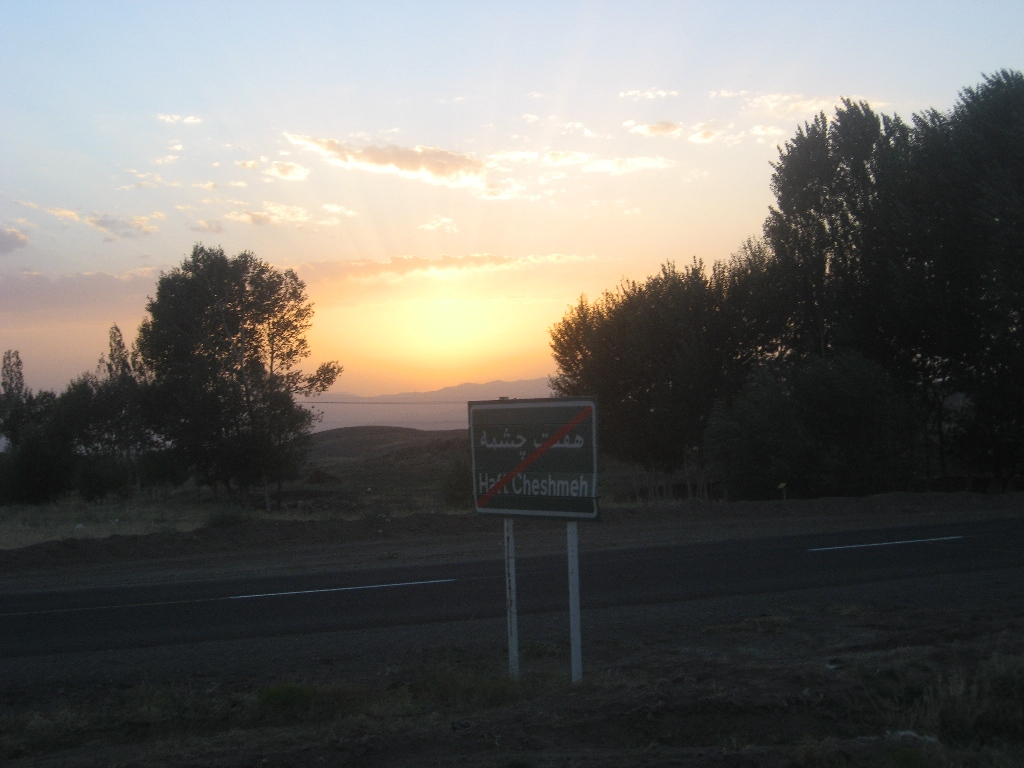
غروب روستا

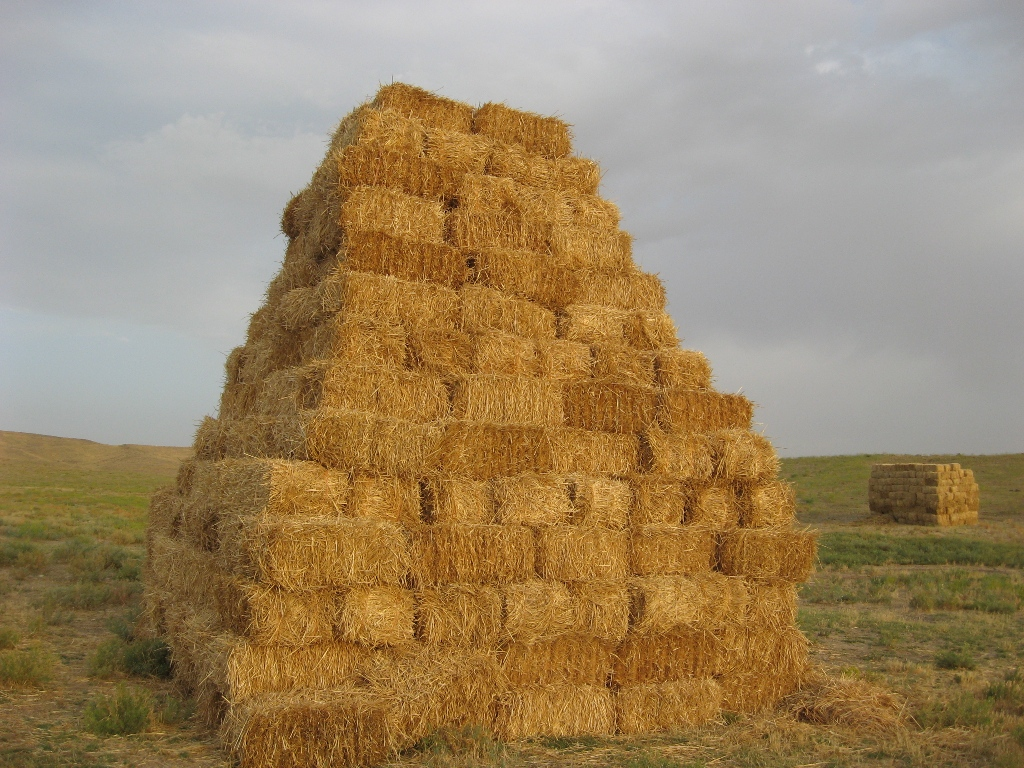
برداشت گندم

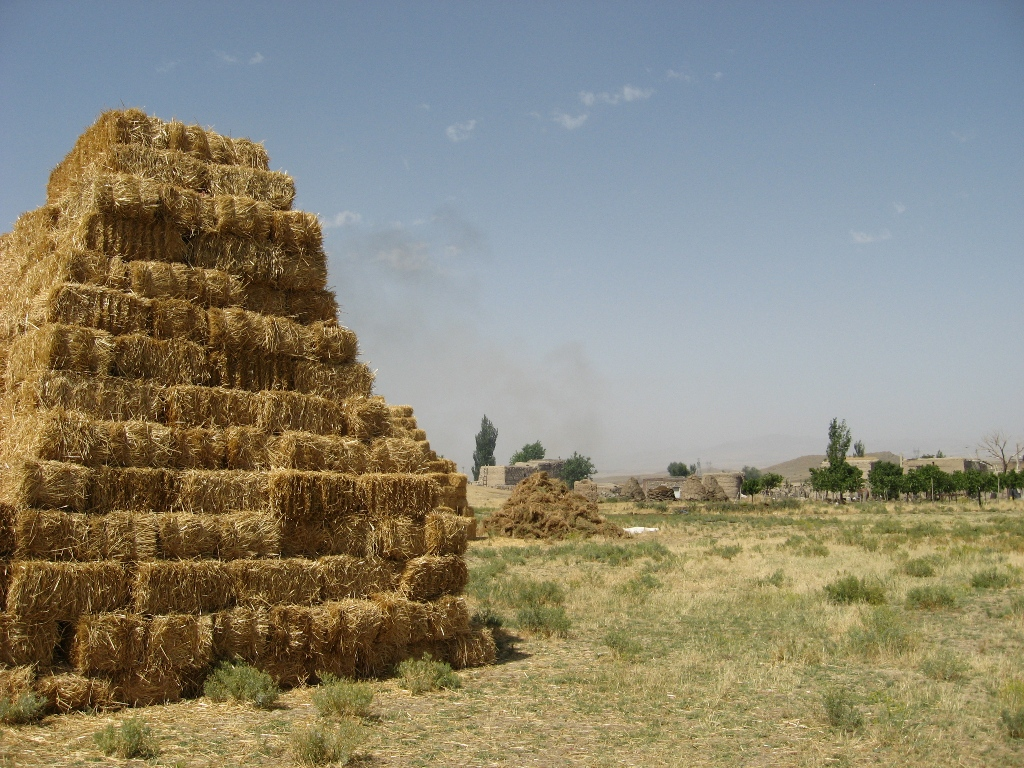
تابستان

هفت چشمه (مشگین شهر)،

## روستای هفت چشمه
روستایی است بسیار زیبا و کوچک از توابع بخش ارشق شهرستان مشگین شهر استان اردبیل که در فاصلهٔ شش کیلومتری شهرستان رضی قرار گرفته‌است . این روستا در مسیر جادهٔ قدیمی اردبیل به گرمی و پارس آباد قرار گرفته‌است و از امکانات رفاهی کامل بر خوردار است .

## اماکن تاریخی
روستا دارای قناتی است پر آب و تاریخی که قدمت آن به عصر آهن بر می گردد که دارای هفت حلقه چاه دردورتادور روستا می‌باشد که به هم وصل می‌شوند و محل خروج آن در پایین روستا قرار دارد. این قنات بسیار پر آب و گواراست که در زمانهای خشکسالی روستاهای اطراف نیز آب شرب خود را از آن تأمین می‌کنند . دلیل نامگذاری روستا نیز وجود این قنات است .هم چنین گور قلعه سی که ترجمهٔ فارسی آن قلعه گبری است و تاریخ آن نیز به عصر آهن باز می گردد،که در تاریخ ۲۶ اسفند ۱۳۸۷ با شمارهٔ ثبت ۲۵۸۳۶ به‌عنوان یکی از آثار ملی ایران به ثبت رسیده است، نیز در این روستا واقع است.